# 梅爾加 (哥倫比亞)
梅爾加是哥倫比亞的城鎮，位於該國中部，由托利馬省負責管轄，距離首都波哥大98公里，面積196平方公里，海拔高度323米，主要經濟活動是旅遊業，2005年人口32,636。

## 外部連結
- （西班牙文） Official Website （页面存档备份，存于）
- （西班牙文） Travel Guide Website （页面存档备份，存于）
- （西班牙文） Local Government Office Website
- Colartes

4°12′N 74°39′W / 4.200°N 74.650°W